# Hirosima és Nagaszaki bombázása

Az atombombákat ledobó gépek útja

A két japán város, Hirosima és Nagaszaki bombázása a második világháborút lezáró katonai művelet volt 1945-ben. A bombázást az amerikai légierő hajtotta végre, és mindmáig ez a két eset az egyedüli példa nukleáris fegyverek háborús alkalmazására.
A japán városokat leromboló gyújtóbombás hadművelet után a szövetséges erők már Japán inváziójára készültek (ez volt az Operation Downfall, a Bukás-hadművelet). A háború az európai hadszíntéren véget ért, amikor a náci Németország 1945. május 8-án aláírta a fegyverletételi nyilatkozatot, de a csendes-óceáni hadszíntéren tovább folyt. Az Egyesült Királysággal és a Kínai Köztársasággal karöltve, július 26-án az Amerikai Egyesült Államok a potsdami nyilatkozatban határozottan felszólította a japán fegyveres erőket a feltétel nélküli megadásra, „gyors és teljes pusztulással” fenyegetve, ám ezt a szigetország kormánya figyelmen kívül hagyta.
1945 augusztusára a szövetségesek Manhattan terve már túl volt az atombomba kifejlesztésén és tesztelésén, és az amerikai légierő 509. összetett csoportja már rendelkezett olyan, a Silverplate fedőnév alatt felkészített B–29-esekkel, amelyek képesek voltak azt el is juttatni a Mariana-szigeteki Tinianról Japánig. Mivel Japán nem reagált, ezért Harry S. Truman amerikai elnök elrendelte a bombázást. Augusztus 6-án Hirosimára egy Little Boy nevű, urán töltetű, majd 9-én Nagaszakira egy Fat Man típusú, plutónium töltetű atombombát dobtak le, előbbit az Enola Gay, utóbbit a Bockscar bombázó fedélzetéről. A bombázások utáni négy hónapban Hirosimában 90 000-166 000, Nagaszakiban 60 000-80 000 ember hunyt el a bombázások hatásainak következtében, nagyjából felük a bombázások napjain. A következő hónapokban számtalan ember halt bele a sugárbetegségbe, az égési sérülésekbe, és az egyéb sebesülésekbe, vagy a sugárzás következtében kialakult egyéb betegségekbe. Bár Hirosimának volt jókora helyőrsége is, mindkét városban többségükben civilek vesztették életüket.
Augusztus 15-én, hat nappal Nagaszaki bombázása után, és hét nappal a Szovjetunió hadüzenetének bejelentése után, Japán feltétel nélkül megadta magát a szövetséges erőknek. A megadási nyilatkozatot szeptember 2-án írták alá, ezzel hivatalosan is lezárva a második világháborút. A bombázások szerepe a megadásban, és a felvetődő etikai, morális kérdések máig heves viták tárgyát képzik.

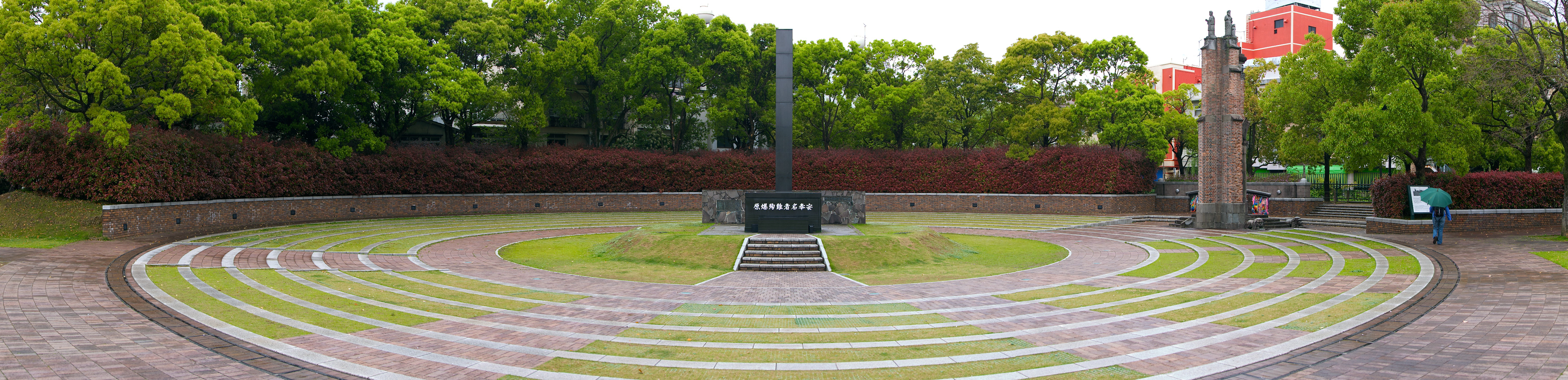
Panorámafotó a nagaszaki atomrobbantás centrumában épült emlékműről